# ناس الغيوان
ناس الغيوان هي فرقة موسيقية مغربية تأسست في عام 1970 في الحي المحمدي أحد أفقر أحياء مدينة الدار البيضاء وأكثرها شعبية، في أحد دروب الحي المحمدي ذي الحمولة التاريخية والاجتماعية، من طرف بوجميع، والعربي باطما، وعمر السيد، وعبد العزيز الطاهري، ومحمود السعدي. تأسيس مجموعة ناس الغيوان شكل النواة الأولى لانتشار لون موسيقي جديد مهم، ساهم بشكل كبير في الدفع بالموسيقى التراثية المغربية، التي كانت تعاني من إهمال طال التراث الموسيقي المغربي طوال عدة عقود وأبدع في التعامل معه لحنا وميزانا وكلمة. ناس الغيوان هي فرقة روحية للموسيقى الروحية والنغمة الشعبية تتماوج مع المواضيع ذات البعد والإشعاع الروحي الذي يلمس القلب فتهيج به غرائزه نحو المعرفة الذاتية والبحث الذهني عن مفهوتها فتراه يوما حزينا وتراه يوما قويا صامدا مستمعا لها.
كانت فرقة ناس الغيوان أول فرقة قدمت الآلات الغربية مثل آلة البانجو الحديثة. تشتمل موسيقاهم على جمالية موسيقية خاصة أقرب إلى الشاعرية، متأثرة بموسيقى كناوة المحلية، ومستوحاة من الشعر الصوفي القديم في شمال إفريقيا، وأبرزها شعر عبد الرحمان المجذوب، الذي كان عمله مصدر إلهام مباشر للفرقة. كما يُنسب إليهم الفضل في المساعدة في جلب حركة اجتماعية جديدة إلى المغرب. أُطلق على المجموعة لقب «رولينج ستونز أفريقيا» من قبل مارتن سكورسيزي وكانت واحدة من الفرق المغربية القليلة التي حظيت باهتمام وسائل الإعلام الدولية.

## جذور التسمية
«ناس الغيوان» عبارة تعني «أهل الفَهَامة»، وهم أناس يفهمون ويستنبطون ما وراء العبارة فلا يكتفون بظاهر لفظها، وإنما ينجذبون عميقا إلى صفاء استعاراتها ومجازاتها. وأغلب هؤلاء هم شعراء جوّالون، تأثّروا بالطرق الصوفية الشعبية التي ظهرت بالمغرب مطلع القرن الرابع عشر الميلادي، واكتفوا من حياتهم بوظيفة التخلّي عن الدنيا والتجول في الأرض والإنشاد الذي كانوا يضمّنونه أخبار مَن مرّوا بهم من قبائل ونُجوع وتبليغها إلى مستمعيهم، ونذكر منهم الشاعر والصوفي المغربي، عبد الرحمن المجذوب، وسيدي بوعلام الجيلاني، وابن المؤقت المراكشي وغيرهم..
وقد تمثّلت فرقة «ناس الغيوان» تاريخ هؤلاء الرجال المجاذيب وروحانياتهم وغموضهم وترحّلهم وزجرهم من الظاهر وميلهم إلى ما لا يدركه البصر، ووجد فيه أفرادُها ما يصلح لهم سبيلاً إلى فهم متغيّرات زمنهم، في زمن كان فيه التعبير والنقد المباشر للسلطة والأوضاع أمرا خطيرا قد يؤدي إلى السجن أو القتل والتعذيب، فلاذوا به يستعيرون منه إيحاءاتِ التسمية، وصيغَ التواجد بين الناس، ومفردات الرحلة الروحية، والخروج من ضيق الجسد إلى براح الرؤيا.
يقول العربي باطما في مذكراته وهي اما وجدناه الأكثر تعبيرا عن خلفية الرحيل والترحل الصوفي في اللاّوعي الطفولي للرجل: "اسم أبي رحّال. اسم جدّي رحّال. اسم أمي حادّة. الرّحيل، الحدود، الحدّة، أسماء تعني العنف والألم وعدم الاستقرار، هكذا كانت طفولتي رحيلا بين الدار البيضاء والقرية.
عشت بين الشك واليقين، وفي كل مرّة، كنت أسأل نفسي، وأجد الحكمة تطو فوق كل التساؤلات: المهم، ولا شيء مهم إلا أنا".

## الرمزية

صورة لفرقة ناس الغيوان في بداية السبعيينات تضم بوجميع واضع لبنات الأغنية الغيوانية التراثية.(من أقصى اليمين إلى اليسار: بوجميع، مولاي عبد العزيز، العربي باطما، عمر السيد، علال يعلى)

صورة لناس الغيوان واستمرارية خطها الفني بعد وفاة بوجميع

اكتسبت مجموعة ناس الغيوان شعبيتها واحترامها واعتراف جميع المهتمين بالتأريخ الأدبي والفني للمغرب، نتيجة العطاء الفني وتأسيسهم لتراث غنائي تاريخي مغربي انطلاقا من قربهم وانغماسهم في هموم ومعاناة شعب مقهور في ظرفية سياسية صعبة من تاريخ المغرب المعاصر من سنوات السبعينيات والثمانينيات من القرن الماضي، وتغني هذه المجموعة عن آلام الشعب المغربي وآماله، فأغنية «مهمومة»، «وغير خوذوني»، و«فين غادي بيا خويا»، و« سبحان الله صيفنا ولاشتوى» صيفنا سبحان الله صيفنا ولاشتوى«ولاشتوى»، و«ضايعين ضايعين»، «ونرجاك أنا» و«الصينية» و«الهمامي».. وغيرها كثير من الأغاني التي ترددت على ألسنة فئات متعددة ومتنوعة من أبناء الشعب المغربي، بل أصبحت هذه الأغاني في مرحلة معينة من تاريخ المغرب، ملاذ هروب واحتماء من سياط الفقر والقمع وقلة ذات اليد، وانعدام الحريات، وإهانة الإنسان... والمثير في مجموعة ناس الغيوان أنها استطاعت أن تُكسب نصوصها الغنائية طابعا فنيا مثيرا، أوّلا من حيث احتماليتها المضمونية، وثانيا من حيث قوة أدائها الموسيقي، فالاحتمالية المضمونية تتجسد في إقبال الناس عليها باختلاف طبائعهم وإيديولوجياتهم وطموحاتهم.

## اللون الفني

### التراث والزجل والإحالات الصوفية
الغالب الفنيّ على نتيج عناصر فرقة «ناس الغيوان» هو نهوضه على مأثورات شعبيّة زجليّة ذات إحاءات صوفية، نلقي لها وجودا في سجلّ التراث الشفهي المغربي في جل أغانيهم، وذلك سواء من حيث ذكر أسماء رجال الصوفية مثل سيدي عبد الرحمن المجذوب، وسيدي بوعلام الجيلالي، وابن المؤقت المراكشي وغيرهم من رجالات الصوفية والتراث الشفهي المغربي، ومن حيث الملفوظ الصوفي، على غرار أغنية «الله يا مولانا» حيث نقرأ في مقطع منها «الله يا مولانا/حالي ما يخفاك يا الواحد ربي/سبحان الحي الباقي/ بِك عمرت السّواقي/ونحلتي في نواورك مَرعية/ولا تجعلني شَقي/حرمة ودخيل ليك بالصوفية». أو عموما من حيث طريقة أداء أغانيهم حيث يكثر فيها «الشطح» و«التهليل» و«المنادى» و«الدعاء» و«النداء».
ونعتقد أنّ الصوفية في بلاد المغرب، إشراقا وإيحاءً، مثّلت منهلا متحت منه ناس الغيوان كلمات أغانيها، بل إنّ في أغانيها إشراقات صوفية تذكّرنا بأقطابها القدامى، كما في هذه الأغنية التي تقول: «الناس زارت محمد/وانا ساكن لي في قلبي/الناس زارتوا بالمركوب/وانا نمشي له على رجلي».
وقد عضد هذا التوجّه الغنائيّ الصوفي اعتماد ناس الغيوان على آلات موسيقية عتيقة مثل «الهجهوج» و«الطام طام» و«السنتير» و«الطعريجة» و«الحراز» و«البانجو» و«الكمبري» والدربوكة، وهي التي كان بعضها مستعملاً في حضرة المشتاقين المجاذيب وأتباع الصوفية. هذا، إضافة إلى نزوع جميع أغاني هذه الفرقة إلى تعرية المسكوت عنه في المعيش اليومي باستعمال كثير من السخرية السوداء الممزوجة أحيانا بحماسة الموجة السبعينية في ذاك الوقت، كما هو الحال مع أغنية «تَـبـنِـي وتعـَلـِّــي تمشي وتـخـلــي» انتقادا لظرفية انتهازية ونوع من بورجوازية مغربية وعربية يطبعها غياب الضمير والاغتناء من مآسي الشعب. أو كذلك على المستوى الوجداني والإنساني في أغنية «أفريقيا (الدم السايل)»

### التناغم
أما قوة الأداء فيظهر في تناغم فريد في الإيقاع والقدرة على الاستمرار التشويقي مع الانسجامية، والانتقال بالإيقاع بدون حصول تقاطع، والقدرة على استثارة الخيال الموسيقي من التراث المغربي بين الكناوي والعروبي والأمازيغي والعيساوي... فالمايسترو علال يقود الجوقة الغيوانية بكفاءة وانضباط إيقاعي صارم، يعتبرها البعض من سلبيات الأداء الغيواني، ويعتبرها البعض الآخر من عناصر قوته. والفنان الكناوي «عبد الرحمن (باكو)» له حضور وضبط فني لتناغم وانسجام الأداء في الخلفية النظرية الموسيقية الغزيرة مع الأستاذ علال، كل هذه الأمور حوّلت الغيوان إلى أوركسترا ناجحة منسجمة الأداء وغزيرة الإبداع.

## بصمات الغيوان وشهادات محلية ودولية
حصلت ناس الغيوان على جوائز عديدة في محتلف الربوع الثقافية، وعندما سلّم (فريدريك ميتران Frédéric Mitterrand)، وزير الثقافة والاتصالات الفرنسي، أوسمة لأعضاء فرقة ناس الغيوان من صنف "فرسان الفنون والآداب" التي تمنح باسم الجمهورية الفرنسية، قائلا في حقهم قولة استعار كلماتها من الفنان السينمائي الأمريكي مارتن سكورسيزي "إن ناس الغيوان بمثابة رولينج ستون إفريقيا.
ولكن الجائزة الكبرى والحقيقية، تتجلى في قدرة الغيوان التي نبعت من عمق الدار البيضاء الشعبية، على إيصال التراث الموسيقي المغربي واحياء جذوره من التراب، كرسالة فنية سامية إلى الجماهير المغربية والمغاربية والعربية والإفريقية ثم العالمية والأوربية في سنوات السبعينيات والثمانينيات من القرن الماضي.
أحيت فرقة ناس الغيوان، حفلات فنية في مختلف ربوع المغرب العربي أساسا، ثم دول العالم العربي ودول غربية، اعطت الفرصة للإيوان بالتواصل المباشر مع جماهير غير مغربية التي كانت انطلاقتها الأولى، وشهدت تلك المرحلة إحياء حفلات أسقطت كل الأسوار والحواجر التي تبنيها السياسة، ناجحة في إلهام الجماهير المغربية والمغاربية والعربية، وجماهير أروبية في عدة مناسبات، كلما سنحت الفرصة من خلال المشاركة في حفلات ومهرجانات فنية ناجحة في إنجلترا وبلجيكا وفرنسا.
وتظهر أهمية البصمة الفنية والتراثية للمجموعة في تلك الحقبة من السبعينيات والثّمانينيَّات في الفيلم الوثائقي الحال (فيلم) للسينمائي البيضاوي أحمد المعنوني، الذي يعتبر الآن بمثابة «وثيقة سينمائية تاريخية» التي تطرق فيها الوثائقي إلى حياة وبيئة «ناس الغيوان» في ارتباطها بمنطقة الحي المحمدي بالدار البيضاء في أوج ازدهارها الفني والثقافي من سنوات السبعينيات والثمانينيات من القرن 20.
تحول الإنتاج الوثائقي من المحلية إلى العالمية، حيث حصل على الجائزة الأولى لـ ESEC سنة 1982، كما تم اختيار الفيلم الذي يدون لبيئة المجموعة في المسابقة الرسمية لمهرجان لندن، ومهرجان نيويورك. كما تم اختيار الفلم ليعرض ضمن فقرة «كان كلاسيك» في مهرجان كان العالمي سنة 2007.
اختير هذا الوثائقي كأول فيلم يتم تقديمه من طرف المخرج السينمائي العالمي مارتن سكورسيزي ليعرض في افتتاح تدشين «المنظمة العالمية للسينما».

## الغيوان والخطاب السياسي
إنّ فرقة «ناس الغيوان» فرقة " في نشئتها البيئية البيضاوية إبان حقبة ما يسمى في المصادر التاريخية ب "سنوات الرصاص (المغرب)" والنزوح إلى التعبير الفني، دليل أنها على أنها كانت تتوفّر على وعيّ كبير، رغم محدودية التكوين العلمي لعناصرها، وهو وعي فيه حرص على ضرورة إبداع أغانٍ تتساوق ومجريات الواقع المغربي والعربي والعالمي. فقد كانت تدرك حقيقة الواقع السياسي والثقافي الذي تخوض فيه، وتعرف أيضًا حدود تأثيرها في المتلقّين.
وعلى أساس هذا الوعي الفنيّ، مثّلت «ناس الغيوان» مجموعة غنائية تتغيّا تقديم موسيقى تُحيي فيها التراث الثقافي المغربي الشعبي، وتتخذها سبيلا إلى التكلم عن مشاكل الناس وقضايا المجتمع. وبذلك مثّلت أوّل فرقة غنائية مغربية تنفتح بألحانها وكلماتها على أفق من الفنّ جديد، يتّكئ على بساطة العبارة وعميق دلالاتها، فشكّلت، وفق عبارة الطاهر بن جلون، ظاهرة ثقافية مغربية هي من أهمّ ما عاشه المغرب في حراكه الفني خلال النصف الثاني من القرن العشرين، وذلك من حيث ابتعاثُها لمفردات المأثور الشعري والغنائي الشعبي من حيّز النسيان والإهمال، ومن حيث تقديمُها لتصوّر ذوقيّ وجماليّ حديث يمكن أن يُصفّي قناة التواصل بين المبدع وجمهوره.
ولئن شاع عن «ناس الغيوان» أنهم «يمارسون السياسة» عبر سبيل الغناء، بل وأن فرقتهم لا تزيد عن كونها حركية سياسيّة، وذلك من جهة اكتناز خطابهم الغنائي بمفردات الاحتجاج الفردي والجماعي، فإنّ التعامل معهم من زاوية الخطاب السياسيّ فيه كثير من التجنّي على مسيرتهم الفنية، وفيه إفقار لمنجزهم الإبداعيّ. ذلك أنّ نشأتهم الفنية لم ترتبط بأيّ مذهب سياسيّ، بل إنّ بعضًا من السياسيّين مَن اعتبرهم، في بداية ظهورهم، «أصحاب موسيقى رجعية وبدائية».
ولعلّ في تمكّن موسيقى «ناس الغيوان» من الاستشراء داخل نسيج المجتمع المغربي، وكذا العربي، وحيازتها على شعبية واسعة بين الطلبة والسياسيّين والعمّال المتنوّرين ذوي الميولات اليساريّة، قد دفع بكثير من الفاعلين السياسيّين آنذاك إلى تبنّي خطابات الفرقة، لا بل وإلى تقويلها ما لم يخطر على بالها ممّا يدخل في خانة الخطابات السياسيّة، خاصة بعد ظهور أغانيها ذات الصيت العالي على غرار «الله يا مولانا» و«مهمومة» و«صبرا وشاتيلا». وهي أغان لا تُخفي أبعادها العروبية التحرّرية التي فيها نبرات احتجاجية متصلة بكلّ ما يتعلّق بهموم المواطن العربيّ.

## الأعضاء
ولكن يبقى دور الأشخاص المشكلين للمجموعة ضروريا بل وحاسما، لأن الإبداع في عمقه فردي وإنساني، فلن ننكر أن المجموعة أصيبت في وفاة البلبل المغرد بوجميع، بفعل ما يتميز به من قدرات صوتية وأدائية رفيعة. وازدادت محن المجموعة مع القدر الذي خطف هذه المرة العربي باطما صاحب الصوت المرخم. ورغم ذلك قدر الله أن تستمر المجموعة في عطائها بانضمام حميد ورشيد، المنتمين إلى أسرة باطما، فلعلهما ورثا سر العربي ومحمد.
- افراد الفرقة

تشكلت الفرقة من:
- بوجميع الذي يعتبر الأب الروحي للفرقة.
- العربي باطما.
- علال يعلى.
- عمر السيد.
- عبد الرحمن قيروش (باكو).

### بوجميع
بوجمعة أحكور، المعروف ب «بوجميع»: من مواليد درب مولاي الشريف بالحي المحمدي بالدار البيضاء وبالضبط بكريان «خليفة» 1944، ازداد وترعرع في أحضان الحي المحمدي وتشبع بثقافته البيضاوية، تعود جذور والديه إلى منطقة لمنابهة بنواحي اقليم تارودانت، ظل يحمل دعدوعه (آلة موسيقية تراثية)، وغنى في مسرح الطيب الصديقي ثم دلف ذات صباح لمقهى بالدار البيضاء كان يرتاده المثقفون، وهناك التقى بالقصاص المغربي الراحل، محمد زفزاف، وحدثه عن حلم كان ما يزال ساعتها جنينيا، وهو تأسيس مجموعة فنية بتصور جديد ونمط مختلف لحنا وأداء وكلمات. لم يثبط زفزاف من عزم بوجميع، ولكن صاحب قصة الثعلب الذي يظهر ويختفي أدرك بالمقابل، حجم التحدي الذي ينتظر مجموعة تريد التجديد والقطع مع الماضي وثوابته الفنية المتحجرة. أسس بوجميع وغنى فين غادي بيا خويا والصينية وغيرهما من الروائع، ثم ذات يوم حزين أسلم الروح بعد أن تقيأ دما. رحل الرجل وبقي صداه إلى اليوم في مسامع عشاقه، ولعل سر هذا الفنان هو بالضبط ما لخصه شقيقه محمد حين قال «ربما كان بوجميع يريد قول أشياء أو إيصال أمور وقضايا أكبر من مجرد حمل الدعدوع والصدح بالغناء»، وبرحيل بوجميع دشنت الغيوان بداية علاقتها مع عنصري الزمن والموت الذي سيطارد كثيرا من أعضائها.

### العربي باطما
ازداد بمنطقة الشاوية المغربية، المحادية لمدينة الدار البيضاء وهاجر إليها صغيرا بمعية اسرته لتستقر بالحي المحمدي، ارتبطت حياته بالرحيل، فهو ابن رحال ومؤلف سيرته الذاتية «الرحيل». قبل أن يرحل العربي عن دنيانا، ظهرت مواهبه المتعددة في المسرح والسينما والغناء والزجل شأنه شأن أخيه سي محمد باطما عضو مجموعة لمشاهب... وبدت الساحة الفنية المغربية كما لو كانت عاجزة عن احتضان كل مواهب هذا الفنان الذي رغم الشهرة التي حققها والحب الذي أحاطه به جمهوره الواسع، ظل يحمل داخله ذلك الفلاح المبدع الذي لم يجد عنوانا لملحمته الشعرية سوى «حوض النعناع».
يقول العربي باطما في مذكراته: «اسم أبي رحال. اسم جدي رحال. اسم أمي حادة. الرحيل، الحدود، الحدة، أسماء تعني العنف والألم وعدم الاستقرار، هكذا كانت طفولتي رحيلا بين الدار البيضاء والقرية. عشت بين الشك واليقين، وفي كل مرة، كنت أسأل نفسي، وأجد الحكمة تطو فوق كل التساؤلات: المهم، ولا شيء مهم إلا أنا».

### علال يعلى
إنه الفنان الصامت على شاكلة عبد المجيد الظلمي الذي لا يتحدث في المستطيل بينما علال يعلى إلا على الخشبة الفنية، الرجل المعروف بصمته وقلة الكلام، وحسن اخلاقه وتواضع شخصه يزيده غموضا وإعجابا بين الجمهور الذي يعرفه جيدا من أبناء الحي المحمدي. ولا يتحدث إلا قليلا إلى الإعلام والصحف. نعود أصوله إلى منطقة اولاد برحيل، تعلم الموسيقى بطرق عفوية في البداية، لكنه سرعان ما انكب على دراستها ليصبح أستاذا تحج إليه أفواج المريدين.
علال، أكبر أعضاء المجموعة سنا، عرف باتقانه العزف على آلة البانجو التي استخرج منها ألحانا فريدة ذات صبغة تراثية خالصة، وكما يعزف أيضا على عدد كبير من الآلات وبنفس الإتقان الذي بين عنه مع الآلات الوترية.

### عبد الرحمن قيروش (باكو)
فنان كناوي من عيار ثقيل. حين يغني تأخذه الجذبة ويغمض عينيه تماما. قبل التفنن في الألوان الكناوية وملوك الحال، كان باكو يتفنن في النقش على خشب العرعار. كان الراحل بوجميع يبحث عن عازف ماهر على آلة «هجهوج» فقصد مراكش. كان يريد الاتصال بفنان آخر لكن الأقدار جعلته يلتقي بباكو، فاقترح عليه الاشتغال مع المجموعة. حمل باكو سنتيره وسار خلف بوجميع. لم يناقش ولم يشترط. يحكي باكو في مذكراته أن لقاء جمعه بالمطرب اللبناني مارسيل خليفة فطلب منه الأخير أن يشرح له جملة من أغنية الغيوان الزجلية تقول:«سنتير يزير انغامو على الحصير، سكب وتعبير»، أي أن آلة السنتير تزأر وتسكب أنغامها وتعبيراتها خلال جلسة يفترش جلساؤها الحصير، فهم مارسيل المعنى وقال له: «لو غنيتم هذه الجملة فقط، لاستحقت الغيوان كل هذه الشهرة».

### عمر السيد
يجمع بين ميزتي الفنان والمسير الإداري للمجموعة، اتسع صدره اربعين سنة لنزوعات وأمزجة أعضاء المجموعة. بسيط الهندام والكلام. لم تكن علاقته في البداية جيدة بوسائل الاعلام. كان الجمهور يصعد إلى الخشبة ليلتقط صورا مع باقي أعضاء المجموعة من دون أن يلتفتوا إليه. كانت قامته وملامحه توحيان للناس بعكس ما يختزن قلبه. عمل بنصيحة أحد الاصدقاء واحتك بالتلفزيون إلى أن صار وجها يتهافت عليه العشاق في الشارع وفي السيارة والمسرح.
بعد وفاة العربي باطما، فضل باكو أن تلوذ المجموعة بالتأمل وقراءة الذات، بينما دفع الباقون في اتجاه مواصلة المسيرة الفنية. وقع الخلاف وانصرف باكو. هو يقول إنه طرد، وعمر يقول إنه غادر. اختلفت الروايات، لكن الذي لا يختلف فيه الجمهور هو أن المجموعة أعطت للساحة
الفنية المغربية الكثير، وأنها أكبر من أن تصبح مجرد ذكرى. لو كانت «الغيوان» ظاهرة فقط لطواها النسيان، لكن أن تجد شبانا ومثقفين يحفظون أغانيها ويتعمقون في الحانها وزجلياتها ويجذبون وراء أنغامها.. فذلك مربط الفرس «الغيواني».